# Lukas Meyer
Lukas Johannes Meyer (Sandrivier, Oranje Szabadállam, 1846. november 16. – Brüsszel, Belgium, 1902. augusztus) búr tábornok, és politikus a Talana-hegyi csata során a búr csapatok parancsnoka.

## Élete
Meyer 1846-ban született Sandrivier városában. Édesapja Izaak Johannes Meyer, édesanyja Martha Maria Landman volt. Édesapja egyébként a rövid életű és kis jelentőséggel bíró Új Köztársaság (Afrikaans nyelven: Nieuwe Republiek) nevezetű búr állam elnöke, és annak fővárosának Lyberty-nek (afrikaans nyelven Vryheid) alapítója volt. A forrás nem tesz említést arról, hogy a család mikor költözött az új fővárosba.
A második búr háború kitörését követően önként csatlakozott a felkelőkhöz, és hamarosan egy kisebb csapat vezetésével bízták meg. Dundee városának közelében állomásozott csapataival és Maroela Erasmus tábornokkal. A britek Sir William Penn Symons parancsnoksága alatt a búrok ellen indultak, s amint látótávolságba értek a búrokra támadtak. Bár a kedvezőbb helyzetben, de kisebb létszámban lévő búrok egy rövid ideig kitartottak, a britek végül meghátrálásra kényszerítették őket. Tették ezt annak ellenére, hogy parancsnokuk az ütközet első perceiben súlyos sérülést szenvedett, így irányításra nem volt képes. Bár Erasmus és Meyer csapatai pónijaik segítségével hamar eltűntek az üldözők szeme elől, veszteségük megközelítőleg száz fő volt.
1902-ben ő felelt a béketárgyalások előkészítéséért Oranje Szabadállam részéről, ahol a végrehajtói tanács tagja volt. Miután megalakult a Dél-Afrikai Unió a népgyűlés, a volksraad tagjává választották. Több dolgot is felhasznált, hogy a népet maga mellé állítsa többek között, hazudott a gazdáknak. Ezzel azonban pont a szándékaival ellentétes hatást érte el, ugyanis a földművesek bizalmukat vesztették benne, ezért nem kedvelték túlságosan. Meyer a Transvaal Köztársaság utolsó elnökének, Schalk Willem Burger kormányának teljesített szolgálatot.
1902 augusztusában hunyt el Brüsszelben (56 éves korában), a dél-afrikai Vryheid bányaváros temetőjében (ma: KwaZulu-Natal tartomány) helyezték örök nyugalomra.